# Domingos Maracanã
Domingos Neto Lampariello mais conhecido como Domingos Maracanã é um ex-voleibolista brasileiro que competiu  nos Jogos Olímpicos de Verão de 1984  , onde conquistou a medalha de prata e no Jogos Olímpicos de Verão de 1988.
.

## Carreira
Iniciou sua carreira por volta dos 12 anos de idade quando cursava o ginásio e despertou o  interesse pela modalidade, mas  começou praticando o futsal e logo sua estatura foi aumentando e chamando atenção.
Seu primeiro clube profissional foi Esporte Clube Pinheiros, com apenas seis meses após disputar o primeiro campeonato, surge a convocação para a Seleção Brasileira Infanto-Juvenil, onde recebeu apelido de  Maracanã, por um jogador carioca do Botafogo de Futebol e Regatas por ser o mais alto entre os convocados e posteriormente passou pela categoria juvenil e adulta.
Na década de 80, defendeu as cores da Pirelli, Banespa e da Seleção Brasileira. Também atuou na Itália onde defendeu os clubes: Olioventuri de Peruggia  e Miadigitronic de Verona. Com a Seleção Brasileira de Voleibol conquistou a primeira medalha  do país na Copa do Mundo de Voleibol Masculino de 1981 em Tóquio-Japão, conquistando o bronze.
Pela Seleção Brasileira de Voleibol Masculino em 1982 no  Rio de Janeiro foi realizado o Mundialito no qual a seleção realizou a proeza de derrotar até então imbatível  seleção da ex-URSS cujo craques como: Aleksandr Savin e Vyacheslav Zaytsev estavam presentes, mesmo assim a  Seleção Brasileira venceu por 3x2.No mesmo ano conquista pela seleção a medalha de prata no Campeonato Mundial de Voleibol Masculino de 1982 realizado em Buenos Aires-Argentina, ao perder  por 3x0 (15-3,15-4 e 15-5) para os soviéticos, mesmo  perdendo  o vôlei preencheu  o vazio deixado por  esportes que eram preferência absoluta  no ano, como as decepções como a Copa do Mundo de Futebol e Nelson Piquet na Fórmula 1
Em 1983  se repete  a vitória  em partida amistosa contra a Seleção da União Soviética em pleno Estádio do Maracanã  contra a imbatível por 3x1; partida que ficou na memória dos espectadores, pois chovia muito e para não adiar o amistoso, então  improvisaram para evitar escorregões com o tapete que usaram para apresentação dos atletas e as linhas foram  delimitadas com esparadrapo, 90.000 pessoas presentes ficaram eufóricas com esta vitória.
Pertenceu a geração de jogadores que ajudaram o vôlei brasileiro assumir o segundo posto no esporte na preferência nacional, pelos grandes resultados da Seleção Brasileira de Voleibol Masculino e pela medalha de prata na Jogos Olímpicos de Verão de 1984 realizado em Los Angeles-EUA, sob o comando  de Bebeto de Freitas  auxiliado por Jorjão, quando jogou ao lado de : William,   Bernardinho,  Xandó, Badalhoca, Montanaro,  Rui Campos do Nascimento,  Renan, Amauri, Marcus Vinícius, Bernard e Fernandão perdendo a final para a Seleção Norte-Americana por 3x0 (15-6, 15-6 e 15-7).
Em 1987 participa dos Jogos Pan-americanos de 1987 em Indianápolis-EUA  pela seleçãocom  uma campanha duas derrotas na fase de classificação: 3x1(15-7,  3-15, 15-8 e 15-12)  para Argentina e a outra por  3x2(15-2 , 15-12, 11-15,  11-15 e 15-13) para  Cuba;  na semifinal  nova derrota para os cubanos por 3x2(14-16 , 15-2, 15-6,  14-16 e 15-8) e disputa o a medalha de bronze com os argentinos devolvendo o placar da primeira fase 3x1(14-16, 16-14, 15-11 e 15-6) conquistando a referida medalha
Em 1988  disputou a Olimpíada de Seul  e na fase de classificação teve apenas uma derrota para  a Seleção Sul-Coreana de Voleibol Masculino  por 3x2 (19-17, 15-8, 6-15, 11-15 e 15-12), sua única vitória neste torneio. A seleção brasileira se classifica em segundo no Grupo A, mas perde a semifinal Seleção Norte-Americana por 3x0 (15-3, 15-5 e 15-11) e na disputa da medalha de bronze perde para Seleção Argentina de Voleibol Masculino por 3x2 (15-10, 15-17 , 15-8, 12-15 e 15-9).
Em 2008 conheceu a sua atual esposa, a arquiteta Keila Rex Lampariello, com quem casou-se em 2013 e teve seu terceiro filho Lucca Rex Lampariello. Também foi casado com Andréa,  mãe dos seus filhos Danilo Lampariello e Davidson Lampariello que foi um voleibolista  que se destacou na liga italiana. Após encerrar sua trajetória no voleibol indoor, prosseguiu no voleibol de praia. Também foi convidado a ser comentarista de TV, iniciando na SPORTV  1998 – 2006 .Em 2006-2008 foi comentarista da TV Globo. Em 2007 conduziu a tocha dos Jogos Pan-Americanos de 2007.Em 2016 foi um dos atletas que também conduziu a tocha dos Jogos Olímpicos Rio 2016.
Atualmente mora em São Paulo-SP  e trabalha em projetos de Eventos, Gestão e Marketing Esportivo. Entre 2004 a 2018 foi Coordenador de Projeto Social da Federação Paulista de Futebol . ajudando na inclusão social e esportiva de mais de 6.000 crianças e adolescentes.

## Clubes
| Clube                          | País   | De   | Até  |
| Esporte Clube Pinheiros        | Brasil | 1969 | 1980 |
| Garulhos                       | Brasil | 1981 | 1984 |
| Clube Internacional de Regatas | Brasil | 1981 | 1984 |
| Santos Futebol Clube           | Brasil | 1981 | 1984 |
| Pirelli                        | Brasil | 1981 | 1984 |
| Esporte Clube Banespa          | Brasil | 1985 | 1988 |
| Olioventuri de Peruggia        | Brasil | 1985 | 1988 |
| Miadigitronic de Verona        | Itália | 1985 | 1988 |

## Títulos e Resultados
- 1988- 4º Lugar (Seul,  Coreia do Sul)[5]